# Forces françaises de l'intérieur
Forces françaises de l'intérieur (FFI; tj. francouzské vnitřní ozbrojené síly) tvořily od roku 1944 institucionální rámec pro francouzské odbojové skupiny za druhé světové války (Résistance).

## Historie
Po vytrvalé přípravné práci Jacquese Bingena, který nahradil Jeana Moulina po jeho zatčení gestapem v červnu 1943, byly od 1. února 1944 všechny skupiny francouzského odboje na území okupované Francii, z nichž některé byly do té doby rivaly, sjednoceny pod záštitou FFI, která byla za tímto účelem založena. Takto byly spojeny skupiny:
- Gaullova Armée secrète,
- komunističtí dobrovolníci a partyzáni,
- Giraudova Organisation de résistance de l'armée.

FFI velel od března 1944 generál Marie Pierre Kœnig, který sehrál nezanedbatelnou roli v přípravách na spojeneckou invazi (Operace Overlord) v červnu 1944 a při osvobozování Francie.
Plukovník Henri Rol-Tanguy velel místním silám FFI při osvobozování Paříže v roce 1944. Důležitou roli v FFI sehrál také gaullistický generál Jacques Chaban-Delmas.
Po příměří s Francií v roce 1940 Německá říše oznámila, že s francouzskými vojáky, kteří budou pokračovat v boji, bude zacházeno jako s povstalci a budou stříleni. V listopadu 1943 se však FFL podařilo, že byly německou říší uznáni jako partneři pro vyjednávání a Mezinárodní červený kříž z velké části převzal funkci ochrany vůči Německu. Po kapitulaci německých jednotek v severní Africe držela FFL v zajetí kolem 20 000 německých vojáků a měla tak páku k dosažení tohoto uznání. Dne 9. června 1944 se také členové FFI prohlásili za bojovníky pod nejvyšším velením západních spojenců. Německá strana však tento status neuznala.
Když vyšlo najevo, že byli v Lyonu zavražděni francouzští vězni, FFI 28. srpna a 2. září 1944 zastřelila jako odvetu 80 Němců, převážně příslušníků Bezpečnostní policie a SD, a také Policejního pluku SS 19, kteří se již dříve podíleli na pronásledování francouzských odbojářů. Se zajatými vojáky Wehrmachtu se však obecně zacházelo spravedlivě a byli chráněni před zlobou civilního obyvatelstva – v neposlední řadě proto, že zbytečná krutost by zvýšila odpor vojáků Wehrmachtu, kteří byli ve skutečnosti připraveni se vzdát.
Vedení FFL v Alžíru tyto střelby podpořilo. V září 1944 musela říšská vláda konečně ustoupit. Ujistila FFI o statutu bojovníka. Dne 1. listopadu 1944 se uskutečnila první výměna válečných zajatců.